# Golež
Golež je priimek v Sloveniji, ki so ga po podatkih Statističnega urada Republike Slovenije na dan 1. januarja 2010 uporabljale 304 osebe in je med vsemi priimki po pogostosti uporabe uvrščen na 1.275. mesto.

## Znani nosilci priimka
- Andreja Golež (*1977), orglavka
- Marjetka Golež Kaučič (*1959), literarna zgodovinarka, fokloristka
- Darja Golež, francistka, diplomatka
- Jadviga Golež - Špela (1911 - 1944), učiteljica, aktivistka OF, borka NOV
- Ludvik Golež (1917 - 2009), dr. Društvo Novo mesto
- Tine Golež (*1965), fizik, prof. Škofijske klasične gimnazije, glasbenik in publicist